# 雲林縣國民運動中心
雲林縣國民運動中心是臺灣雲林縣第一座國民運動中心，位於斗六市成大醫院斗六分院旁，共四層樓高。2017年7月4日動工，於2019年7月213日正式啟用(試營運)，由雲林縣政府以OT方式委託凱格大巨蛋運動股份有限公司經營。

## 設施介紹
- 1F：2室內溫水游泳池
- 2F：飛輪教室、TRX教室
- 3F：體適能中心、韻律教室、幼兒體適能教室
- 4F：桌球室、羽球場
- RF：直排輪/曲棍球場

## 外部連結
- 雲林縣國民運動中心 （页面存档备份，存于）